# Ha Sung-woon
 Ha Sung-woon (Hangul: 하성운, sinh ngày 22 tháng 3 năm 1994) là một ca sĩ và nhạc sĩ người Hàn Quốc. Anh được biết đến nhiều nhất với tư cách là thành viên của nhóm nhạc nam Hàn Quốc Wanna One, nhóm nhạc nam Hotshot, và hiện đang là nghệ sĩ solo. Năm 2019, anh bắt đầu sự nghiệp âm nhạc solo với mini-album đầu tiên My Moment .

## Sự nghiệp

### Trước năm 2017
Sungwoon được đào tạo tại Học viện Âm nhạc Alpha, khi anh ấy được nhận trong buổi Open Audition lần thứ 8 của JYP Entertainment bằng màn trình diễn nhảy. Sau đó anh gia nhập Star Crew Entertainment (trước đây gọi là Ardor&Able) và ra mắt với Hotshot với tư cách là giọng ca chính vào ngày 29 tháng 10 năm 2014, với đĩa đơn kỹ thuật số "Take a Shot".

### 2017–2018:Produce 101và Wanna One
Sungwoon và Roh Tae-hyun đại diện cho Ardor&Able Entertainment trong chương trình thực tế sống tìm ra nhóm nhạc nam, Produce 101 Mùa 2, được phát sóng trên Mnet từ ngày 7 tháng 4 đến ngày 16 tháng 6 năm 2017. Trong đêm concert cuối cùng diễn ra vào ngày 1 và 2 tháng 7 năm 2017, tại Olympic Hall, Seoul, Sungwoon đã nhận được 790.302 phiếu bầu và trở thành thành viên chính thức cuối cùng của nhóm nhạc nam dự án Wanna One trực thuộc YMC Entertainment.
Sungwoon ra mắt cùng Wanna One qua buổi show-con Wanna One Premier Show-Con vào ngày 7 tháng 8 năm 2017 tại Gocheok Sky Dome với mini-album 1×1=1 (To Be One). Anh ấy cũng là thành viên của nhóm nhỏ Lean on Me cùng với Hwang Min-hyun và Yoon Ji-sung, biểu diễn ca khúc "Forever and a Day" do Nell sản xuất. Nhóm nhỏ được công bố vào ngày đầu tiên của Wanna One Go: X-Con, và bài hát đã được đưa vào album 1÷x=1 (Undivided) của Wanna One.
Trong thời gian hoạt động cùng Wanna One, Sungwoon đã được mời tham gia một số chương trình truyền hình, chẳng hạn như tập thứ tám của chương trình tạp kỹ Master Key của đài SBS, Law of the Jungle Sabah, được phát sóng từ ngày 27 tháng 7 đến ngày 21 tháng 9 năm 2018, và chương trình thi hát King of Masked Singer của đài MBC, trong đó anh ấy đã lọt vào vòng thứ ba với phần thể hiện "Smile Again" của Rumble fish, "Drifting Apart" của Nell và "Appearance" của Kim Bum-soo.
Hợp đồng của anh ấy với Wanna One kết thúc vào ngày 31 tháng 12 năm 2018, nhưng anh ấy vẫn xuất hiện với nhóm cho đến khi các buổi concert cuối cùng của nhóm (có tên "Therefore") được tổ chức trong bốn ngày, kết thúc vào ngày 27 tháng 1 năm 2019 tại Gocheok Sky Dome ở Seoul, nơi nhóm đã tổ chức showcase ra mắt.

### 2019: Tốt nghiệp, ra mắt và hoạt động solo
Vào ngày 28 tháng 1, Sungwoon đã tiết lộ ca khúc tự sáng tác của mình "Don't Forget" với sự góp mặt của cựu thành viên Wanna One Park Ji-hoon. "Don't Forget" được phát hành như một ca khúc mở đường cho EP My Moment của anh ấy, với lời bài hát về mong muốn nâng niu những kỷ niệm với những người thân yêu.
Nam ca sĩ bắt đầu hoạt động solo của mình bằng cách thông báo về buổi họp mặt người hâm mộ đầu tiên kéo dài hai ngày của mình, "My Moment", được tổ chức từ ngày 8-9 tháng 3 tại SK Olympic Handball Gymnasium ở Olympic Park, Seoul. Vé đã được bán vào ngày 20 tháng 2 và bán hết trong vòng hai phút sau khi mở bán đặt trước. Anh cũng dự kiến gặp gỡ người hâm mộ tại sáu thành phố châu Á bao gồm Tokyo vào ngày 17 tháng 3, Osaka vào ngày 19 tháng 3, Đài Bắc vào ngày 23 tháng 3, Bangkok vào ngày 30 tháng 3, Hồng Kông vào ngày 5 tháng 4, Macao vào ngày 8 tháng 6 và Jakarta vào ngày 22 tháng 6. Trong khi chuẩn bị cho màn ra mắt solo của mình, Sungwoon đã thể hiện khía cạnh tươi sáng của mình trong cuộc phỏng vấn và chụp ảnh với Tạp chí The Star. Anh ấy cũng đã thực hiện một buổi chụp hình với tạp chí Allure, nơi anh ấy đề cập đến EP. Giữa lịch trình của mình, nam ca sĩ đã tham dự lễ tốt nghiệp của mình tại Học viện Truyền thông và Nghệ thuật Dong-ah vào ngày 22 tháng 2 năm 2019.
My Moment, được phát hành vào ngày 28 tháng 2 năm 2019, với đĩa đơn chủ đề có giai điệu vui vẻ  "Bird". Nam ca sĩ đã tổ chức một buổi giới thiệu tại Live Hall ở Gwangjin-gu, Seoul vào ngày 27 tháng 2. Album gồm 5 ca khúc đều do Sungwoon tự viết lời và sáng tác. Anh cũng là người điều hành sản xuất và tham gia vào quá trình sản xuất, chẳng hạn như mix và master. Hanteo báo cáo rằng 45.600 bản của album đã được bán trong ngày đầu tiên phát hành, khiến My Moment trở thành album bán được trong ngày đầu tiên cao thứ ba. Nó cũng đạt hạng nhất trên bảng xếp hạng album bán lẻ Gaon, bắt đầu vào ngày 4 tháng 3. My Moment đứng đầu tuần thứ chín (24 tháng 2 – 2 tháng 3) Bảng xếp hạng Album Gaon chính, và đứng đầu bảng xếp hạng hàng ngày của 28 tháng 2, 2 tháng 3 và 3 tháng 3. Vào ngày 1 tháng 3, Sungwoon đã biểu diễn các bài hát "Bird" và "Tell Me I Love You" tại One K Concert — một lễ hội âm nhạc và nghệ thuật kéo dài ba ngày — tại sân cỏ của Tòa nhà Quốc hội Yeouido, được tổ chức để kỷ niệm một trăm năm của Phong trào ngày 1 tháng 3 và nhằm truyền bá hy vọng thống nhất Bán đảo Triều Tiên và hòa bình ở Đông Bắc Á và thế giới.
Anh cũng được bổ nhiệm làm MC khách mời cho SBS Inkigayo vào ngày 2 tháng 3  và vào ngày 13 tháng 3, Sungwoon đã nhận cúp trong lần solo đầu tiên của mình với bài hát "Bird" trên Show Champion  Sungwoon đã hát quốc ca Hàn Quốc tại KTMF 2019 lần thứ 17 (Lễ hội K Pop hàng năm được tổ chức bởi Korea Daily) và cũng biểu diễn ba bài hát ("Bird", "Tell Me I Love You" và "Magic Castle ") trước hơn hai vạn khán giả tại Hollywood Bowl - Los Angeles.
Bên cạnh khả năng thanh nhạc và vũ đạo, Sungwoon đã thể hiện khả năng làm DJ của mình trong chương trình Radio MBC ' Idol Radio ' vào ngày 18 tháng 4, với JBJ95 là khách mời. Anh cũng tham gia một số chương trình và dự án quyên góp. Anh ấy đã trở thành MC cùng với Kim Hee-ae và cựu thành viên Wanna One Lee Dae-hwi cho MBC '2019 New Life for Children' vào ngày 5 tháng 5 tại sảnh công cộng Sangam MBC, đã được tổ chức 29 lần kể từ đầu năm 1990. Đây là chương trình quyên góp trong nước tốt nhất nhằm mục đích mang lại hy vọng cho trẻ em mắc các bệnh như bệnh hiếm và nan y  Người hâm mộ của Sungwoon hy vọng truyền tải tình yêu của họ dành cho trẻ em bằng cách quyên góp 27 triệu KRW hoặc 27733 đô la Mỹ và trở thành mức cao nhất donator trong sự kiện 
Ngoài các hoạt động và quảng bá liên quan đến âm nhạc, Sungwoon còn góp giọng trong chương trình văn học 'Liên kết những trái tim qua giọng hát của các ngôi sao thần tượng' của EBS, dự án đầu tiên kết hợp việc đọc và quyên góp của thần tượng nhằm mục đích nâng cao sự quan tâm đến văn học Hàn Quốc và tạo ra một văn hóa đọc mới thông qua việc đọc sách của công chúng. Hawas là thần tượng thứ hai được mời tham gia dự án đặc biệt này sau Chungha. Anh ấy đọc một cuốn tiểu thuyết do Jun Sun-ok viết, "Ramen thật tuyệt" (라면 은 멋있다) và bày tỏ lòng biết ơn khi có thể tham gia vào một dự án ý nghĩa như vậy.
Vào ngày 12 tháng 5, Sungwoon đã trở thành một diễn viên trong chương trình thử nghiệm Bistro the quý tộc (격조 식당) của đài SBS, một chương trình đa dạng về thực phẩm đặt ra những món ăn tối thượng với những nguyên liệu tốt nhất do những người nổi tiếng trên khắp đất nước sản xuất. Anh ấy cũng trở thành một thành viên trong một số buổi hòa nhạc và lễ hội, chẳng hạn như: KCON 2019 Nhật Bản, Dream Concert 2019 được tổ chức tại Sân vận động World Cup Seoul vào ngày 18 tháng 5 (để quảng bá 'ước mơ và hy vọng' cho giới trẻ Hàn Quốc), và Liên hoan nhạc Jazz Seoul lần thứ 13 được tổ chức tại SK Olympic Handball Gymnasium vào ngày 26 tháng 5.
Sungwoon đã hát một số bản OST, bao gồm "Think of You"  cho bộ phim Her Private Life của đài tvN, "Immunity"  cho bộ phim JTBC The wind blow, và "Because of You"  cho bộ phim Flower Crew của đài JTBC.
Vào ngày 5 tháng 6, Sungwoon đã tiết lộ ca khúc tự sáng tác của mình "Riding" kết hợp với Dynamic Duo Gaeko, ca khúc phát hành trước EP thứ hai của anh ấy, BXXX, sau đó được phát hành vào ngày 8 tháng 7. EP giới thiệu đĩa đơn chủ đạo tiết tấu trung bình "Blue" cho thấy sự thay đổi đáng kể trong bài hát với giọng hát bùng nổ. Album gồm 5 ca khúc, trong đó có 4 ca khúc do Sungwoon viết lời và sáng tác. "Blue" được sáng tác bởi Joombas (Hyuk Shin, KYUM LYK và JJ Evans), trong khi Sungwoon đóng góp phần viết lời. Hanteo báo cáo rằng 66.056 bản của album đã được bán trong tuần đầu tiên phát hành.
Sungwoon đã tổ chức buổi hòa nhạc cá nhân đầu tiên của mình "Dive in Color" tại Sân vận động trong nhà Jamsil, Seoul, một trong năm phòng hòa nhạc lớn nhất ở Hàn Quốc, từ ngày 26 đến 27 tháng 7. Vé bán trước đã được bán hết ngay sau khi mở bán. Anh ấy cũng tổ chức buổi hòa nhạc của mình tại Phòng triển lãm Busan BEXCO 1 vào ngày 3 tháng 8, và ở Tokyo, Nhật Bản, từ ngày 12 đến ngày 13 tháng 9. Vào ngày 5 tháng 10, Sungwoon hợp tác với nhà sản xuất kiêm nhà soạn nhạc nổi tiếng Yoon Sang và phát hành đĩa đơn hợp tác "Dream of a Dream" trong khuôn khổ Lễ hội Sốt. Kể từ đầu tháng 11, anh ấy liên tục đứng thứ nhất trong top 10 nghệ sĩ giải trí nổi tiếng nhất trong lĩnh vực truyền hình phi chính kịch, nhờ kỹ năng dẫn chương trình tạp kỹ trong SkyDrama - 'We Play'.

### 2020: Phát hành OST,Twilight Zonevà các hoạt động khác
Ủy ban UNICEF Hàn Quốc đã phát động chiến dịch 'Nước an toàn, tiết kiệm cuộc sống!' từ ngày 19-31 / 3 để hỗ trợ nước uống cho trẻ em các nước đang phát triển. Thời gian diễn ra chiến dịch trùng với Ngày Nước Thế giới, cũng trùng với ngày sinh nhật của Sungwoon, ngày 22 tháng Ba. Sungwoon tích cực đồng cảm với sự quý giá của nước, và tham gia video chiến dịch như một hoạt động quyên góp tài năng, kêu gọi sự quan tâm và ủng hộ nồng nhiệt cho trẻ em bị ô nhiễm nước uống. Lee Ki-chul, Tổng thư ký Ủy ban tiếng Hàn của UNICEF nói, "Tôi nghe nói tên của Sungwoon được tạo thành từ nước và mây. Ha Sung-woon, người có mối quan hệ đặc biệt với nước trong ngày sinh nhật và tên của anh ấy, đã cùng nhau tham gia để tạo ra một chiến dịch đặc biệt hơn. Chúng tôi yêu cầu nhiều người hơn nữa tham gia cùng chúng tôi trong chiến dịch này để bảo vệ cuộc sống của trẻ em bằng nước sạch. "  Số tiền gây quỹ được thông qua 'Nước an toàn, Tiết kiệm cuộc sống!' Chiến dịch sẽ được sử dụng để hỗ trợ máy lọc nước uống, bổ sung hydrat hóa đường uống và máy bơm tay cho trẻ em bị ô nhiễm nước.
Vào ngày 30 tháng 4, có thông báo rằng Sungwoon sẽ phát hành bản OST cho bộ phim truyền hình The King: Eternal Monarch có tựa đề "I Fall In Love" vào ngày 2 tháng 5.
Sungwoon đã phát hành EP thứ ba của mình, Twilight Zone, vào ngày 8 tháng 6.
Đến nay là năm thứ hai, Benefit Cosmetics Korea đã thông báo rằng Sungwoon sẽ là người ủng hộ sản phẩm cho chiến dịch Love & Summer dành riêng cho các dòng sản phẩm Lip Tint sau thành công của chiến dịch HaSungWoon x Benefit đầu tiên vào năm 2019. Tiếp tục các hoạt động mùa hè của mình, Sungwoon đã tham gia buổi hòa nhạc quyên góp trực tuyến của Đài truyền hình MBC và Tổ chức Tầm nhìn Thế giới nhằm an ủi những người mắc bệnh Coronavirus 2019. Gần đây, Sungwoon đã biểu diễn trong Dream Concert lần thứ 26 (Hàn Quốc), một trong những buổi hòa nhạc được mong đợi nhất tại Hàn Quốc thông qua hình thức phát trực tiếp.
Vào ngày 28 tháng 7, Sungwoon góp mặt trong EP mùa hè của Ravi (rapper) với ca khúc chủ đề Paradise .

### 2021:Sneakers,Select Shop,Electrified: Urban Nostalgiavà công ty mới
Sungwoon đã phát hành mini album thứ năm của mình, Sneakers vào ngày 7 tháng 6, bao gồm bài hát chủ đề cùng tên.  Phiên bản tái phát hành của mini album thứ năm của anh, Select Shop đã được phát hành vào ngày 9 tháng 8, bao gồm bài hát chủ đề "Strawberry Gum", có sự tham gia của Don Mills.
Vào ngày 2 tháng 11, nó đã được thông báo rằng Sungwoon đã kết thúc hợp đồng với Star Crew Entertainment bắt đầu từ ngày 31 tháng 10 và anh quyết định không gia hạn.
Sungwoon đã phát hành mini album thứ sáu của mình, Electrified: Urban Nostalgia vào ngày 19 tháng 11, là bản phát hành cuối cùng của anh dưới sự quản lý của Star Crew Entertainment, với bài hát chủ đề "Electrified".
Vào ngày 24 tháng 12, Sungwoon đã ký hợp đồng với BPM Entertainment.

## Danh sách đĩa nhạc

### Mini-album
| Tên           | Chi tiết | Thứ hạng cao nhất | Doanh số      |
| Tên           | Chi tiết | KOR               | Doanh số      |
| ------------- | --- | ----------------- | ------------- |
| My Moment     | - Phát hành: 28 tháng 2, 2019 - Hãng đĩa: Star Crew Entertainment - Định dạng: CD, tải nhạc kỹ thuật số, streaming | 1                 | - KOR: 87,844 |
| BXXX          | - Phát hành: 8 tháng 7, 2019 - Hãng đĩa: Star Crew Entertainment - Định dạng: CD, tải nhạc kỹ thuật số, streaming  | 2                 | - KOR: 81,759 |
| Twilight Zone | - Phát hành: 8 tháng 6, 2020 - Hãng đĩa: Star Crew Entertainment - Định dạng: CD, tải nhạc kỹ thuật số, streaming  | 3                 | - KOR: 76,490 |

### Đĩa đơn
| Tên                                               | Năm  | Thứ hạng cao nhất | Thứ hạng cao nhất | Album            |
| Tên                                               | Năm  | KOR               | KOR Hot           | Album            |
| ------------------------------------------------- | ---- | ----------------- | ----------------- | ---------------- |
| "Don't Forget" (featuring Park Ji-hoon)           | 2019 | 34                | 38                | My Moment        |
| "Bird"                                            | 2019 | 53                | 22                | My Moment        |
| "Riding" (featuring Gaeko)                        | 2019 | 113               | —                 | BXXX             |
| "Blue"                                            | 2019 | 42                | 17                | BXXX             |
| "The Story of December" (다시 찾아온 12월 이야기) | 2019 | 161               | —                 | Non-album single |
| "Get Ready"                                       | 2020 | 35                | —                 | TWILIGHT ZONE    |

### Các bài hát được xếp hạng khác
| Tên                             | Năm  | Thứ hạng cao nhất | Album     |
| Tên                             | Năm  | KOR Gaon          | Album     |
| ------------------------------- | ---- | ----------------- | --------- |
| "Tell Me I Love You" (오.꼭.말) | 2019 | 141               | My Moment |
| "Remember You" (문득)           | 2019 | 152               | My Moment |
| "Lonely Night"                  | 2019 | 188               | My Moment |

### Xuất hiện trong nhạc phim
| Tên                          | Năm  | Thứ hạng cao nhất | Album                         |
| Tên                          | Năm  | KOR Gaon BGM      | Album                         |
| ---------------------------- | ---- | ----------------- | ----------------------------- |
| "Think of You" 띵크 오브 유) | 2019 | 22                | Her Private Life OST          |
| "Immunity" (면역력)          | 2019 | 6                 | The wind Blows OST            |
| "Because of You" (나란 사람) | 2019 | 21                | Flower Crew OST               |
| "I Fall In Love"             | 2020 | 26                | The King: Eternal Monarch OST |

### Các bản phát hành và cộng tác khác
| Tên                                 | Chi tiết                                                                                                  | Năm               |
| ----------------------------------- | --- | ----------------- |
| "Dream of a Dream"                  | - FEVER MUSIC - bản phát hành đặc biệt Fever Festival - Định dạng: tải xuống kỹ thuật số, phát trực tuyến | 4 tháng 10, 2019  |
| "Gathering My Tears (내 눈물 모아)" | - Với Heize - Bản làm lại của Seo Ji-won - Gạt đi nước mắt                                                | 17 tháng 11, 2019 |

## Danh sách phim

### Chương trình truyền hình và phát thanh
| Năm  | Tên                                             | Kênh             | Vai trò         | Ghi chú                                   | Tham khảo            |
| ---- | ----------------------------------------------- | ---------------- | --------------- | ----------------------------------------- | -------------------- |
| 2017 | Produce 101 mùa 2                               | Mnet             | Người dự thi    | Kết thúc ở vị trí thứ 11                  | [ 89 ]               |
| 2018 | King of Masked Singer                           | MBC              | Người dự thi    | Chiến thắng vòng 1 và 2; bị loại ở vòng 3 | [ 90 ]               |
| 2018 | Law of the Jungle Sabah                         | SBS              | Diễn viên chính | Ep. 325–329                               | [ 12 ]               |
| 2019 | Idol Radio                                      | MBC              | DJ              | Ep. 198                                   | [ 37 ]               |
| 2019 | New Life for Children                           | MBC              | MC              |                                           | [ 38 ] [ 39 ]        |
| 2019 | Linking Hearts through the Voices of Idol Stars | EBS              | Người ghi nhớ   |                                           | [ 42 ] [ 43 ]        |
| 2019 | Bistro the noble                                | SBS              | Diễn viên chính | Các tập thí điểm                          | [ 44 ] [ 45 ]        |
| 2019 | Radio Star                                      | MBC              | MC đặc biệt     |                                           | [ 91 ]               |
| 2019 | We Play                                         | Sky Drama        | Diễn viên chính | Mùa 1; 12 tập                             | [ 92 ]               |
| 2019 | Naver Now on Air's Late-Night Idol              | Naver Audio Show | DJ              |                                           | [ 93 ]               |
| 2020 | Two Yoo Project Sugar Man                       | JTBC             | MC đặc biệt     | Ep. 6, 100 bóng đèn đặc biệt              | [ 94 ] [ 95 ] [ 96 ] |
| 2020 | We Play Season 2                                | JTBC             | Diễn viên chính | Ngày phát sóng tháng 7 năm 2020           | [ 97 ] [ 98 ] [ 99 ] |

## Sáng tác
| Năm  | Bài hát                             | Album                    | Nghệ s       |
| ---- | ----------------------------------- | ------------------------ | ------------ |
| 2018 | "Flowerbomb"                        | 1¹¹=1 (Power of Destiny) | Wanna One    |
| 2019 | "Don't Forget" (feat. Park Ji-hoon) | My Moment                | Ha Sung-woon |
| 2019 | "Bird"                              | My Moment                | Ha Sung-woon |
| 2019 | "Tell me I love you"                | My Moment                | Ha Sung-woon |
| 2019 | "Remember you"                      | My Moment                | Ha Sung-woon |
| 2019 | "Lonely Night"                      | My Moment                | Ha Sung-woon |
| 2019 | '' Bluemaze ''                      | BXXX                     | Ha Sung-woon |
| 2019 | ''Blue''                            | BXXX                     | Ha Sung-woon |
| 2019 | ''Riding'' (feat. Gaeko)            | BXXX                     | Ha Sung-woon |
| 2019 | ''Excuse me''                       | BXXX                     | Ha Sung-woon |
| 2019 | ''What are you doing today?''       | BXXX                     | Ha Sung-woon |
| 2020 | "Lazy Lovers"                       | Twilight Zone            | Ha Sung-woon |
| 2020 | "Curiou's"                          | Twilight Zone            | Ha Sung-woon |
| 2020 | "Twinkle Twinkle"                   | Twilight Zone            | Ha Sung-woon |

## Giải thưởng và đề cử
| Năm  | Giải thưởng                      | Hạng mục                  | Đề cử                   | Kết quả   | Tham khảo       |
| ---- | -------------------------------- | ------------------------- | ----------------------- | --------- | --------------- |
| 2019 | 3rd Soribada Best K-Music Awards | Main Prize (Bonsang)      | —                       | Đoạt giải | [ 100 ]         |
| 2019 | 4th Asia Artist Awards           | StarNews Popularity Award | —                       | Đề cử     | [ 101 ]         |
| 2019 | Melon Music Awards               | Hot Trend Award           | —                       | Đề cử     | [ 102 ] [ 103 ] |
| 2019 | 29th Seoul Music Awards          | Main prize (Bonsang)      | Don't forget (잊지마요) | Đề cử     | [ 104 ]         |
| 2019 | 29th Seoul Music Awards          | Popular Award             | Don't forget (잊지마요) | Đề cử     | [ 105 ]         |
| 2019 | 29th Seoul Music Awards          | K-Wave Award              | Don't forget (잊지마요) | Đề cử     | [ 106 ]         |
| 2019 | 29th Seoul Music Awards          | Dance Award               | BLUE                    | Đoạt giải | [ 107 ]         |
| 2019 | 2020 Korea First Brand Awards    | Male Solo Artist          | —                       | Đoạt giải |                 |
| 2019 | 2020 Korea First Brand Awards    | Male Idol Variety Star    | —                       | Đoạt giải |                 |